# Cristián Jiménez
Cristián Jiménez (nascut el 1975 a Valdivia, Xile) és un director de cinema i guionista xilè. La seva última pel·lícula Vida de familia, codirigida al costat d'Alicia Scherson, va ser estrenada en la World Dramatic Competition del Festival de Sundance en 2017. La seva pel·lícula anterior La voz en off va ser seleccionada en 2014 en la competència oficial del Festival de Cinema de Sant Sebastià. En 2011, el seu film Bonsái va competir en la Selecció Oficial del Festival de Cannes 2011, en la secció Un Certain Regard.

## Carrera
Va estudiar sociologia en la Universitat Catòlica, en la Universitat de Heidelberg i en la London School of Economics abans de dedicar-se al Cinema.
Ha realitzat els curtmetratges Ríndete, El Gigante, Shoot Me, Hong Kong, El Tesoro de los Caracoles i XX. El 2008 co-escriu i produeix 199 recetas para ser feliz.
Com a narrador ha estat premiat per la Municipalitat de Santiago. Va formar part de l'equip de guionistes del llargmetratge Los Debutantes i va treballar com a productor de televisió en Londres en ECM productions entre 2000 i 2003.
El seu primer llargmetratge va ser Ilusiones ópticas rodat íntegrament a la ciutat de Valdivia i a Antillanca.
També va ser un dels directors de la sèrie de TVN "El Reemplazante", amb gran èxit de crítica i audiència. El 2018 va guanyar el premi al millor guió a la XXIV Mostra de Cinema Llatinoamericà de Catalunya.

## Filmografia
Director
- El tesoro de los caracoles (corto, 2004)
- XX (corto, 2006)
- Ilusiones ópticas (2009)
- Bonsái (2011)
- La voz en off (2014)
- Bichos raros (2016)
- Vida de familia (2017)

Guionista
- Los Debutantes (2003)
- El tesoro de los caracoles (curt, 2004)
- XX (corto, 2006)
- 199 recetas para ser feliz (2008)
- Ilusiones ópticas (2009)
- Bonsái (2011)

Productor
- La sagrada familia (2004)
- El tesoro de los caracoles (curt, 2004)
- 199 recetas para ser feliz (2008)

Actor
- XX (curt, 2006)
- Ilusiones ópticas (2009)

## Premis
- Premi Pedro Sienna 2012: Millor direcció (Bonsái)
- Premis Altazor 2013: Millor direcció de TV (El Reemplazante)

Nominacions
- Premis Altazor 2005: Millor guió (El tesoro de los caracoles)
- Premis Altazor 2010: Millor Direcció de cinema (Ilusiones Ópticas)
- Premis Altazor 2014: Millor Direcció de TV (El Reemplazante)

Selecció oficial
- 64è Festival Internacional de Cinema de Canes (Bonsái)
- Festival de San Sebastián 2014 (La Voz en Off)

## Videoclips
Director
- Mika The Origin Of Love (2012)